# Carrier Global
A Carrier Global Corporation é uma corporação multinacional americana de aquecimento, ventilação e ar condicionado (HVAC), refrigeração e equipamentos de segurança e incêndio com sede em Palm Beach Gardens, Flórida. A Carrier foi fundada em 1915 como uma empresa independente de fabricação e distribuição de sistemas HVAC e, desde então, expandiu-se para incluir a fabricação de equipamentos de refrigeração comercial e food service, além de tecnologias contra incêndio e segurança.
Em 2022, era uma empresa de US$ 20,4 bilhões com mais de 52.000 funcionários atendendo a clientes em 160 países em seis continentes.
A Carrier foi adquirida pela United Technologies em 1979, mas foi desmembrada como uma empresa independente 41 anos depois, em 2020, assim como a Otis Elevator Company.

## História
Willis Carrier é creditado com a invenção do ar condicionado moderno em julho de 1902. Em 1908, a Carrier Air Conditioner Company of America foi criada como uma subsidiária da Buffalo Forge Company, com Willis Carrier como seu vice-presidente.
Com o início da Primeira Guerra Mundial no final de 1914, a Buffalo Forge Company, onde Carrier trabalhou por 12 anos, decidiu limitar suas atividades inteiramente à fabricação. O resultado foi que, em 1915, Carrier e seis outros engenheiros juntaram US$ 32.600 para formar a Carrier Engineering Corporation. Eles compraram sua primeira fábrica em 1920, em Newark, Nova Jersey.
Em 1955, a Carrier fundiu-se com a Affiliated Gas Equipment, Inc., proprietária da Bryant Heater Co., Day & Night Water Heater Co. e Payne Furnace & Supply Co. A Carrier Corporation foi adquirida pela United Technologies Corporation (UTC) em julho de 1979. Antes da aquisição pela UTC, a Carrier Corporation era conhecida como Carrier Air Conditioning Company. A International Comfort Products (ICP), com sede em Lewisburg, Tennessee, foi adquirida pela Carrier em 1999.

Em 2001, a Carrier era a "maior fabricante mundial de equipamentos de ar condicionado, aquecimento e refrigeração", com um "total de empregos de 42.600" e uma receita de US$ 8,9 bilhões. A Carrier anunciou que fecharia sua fábrica em DeWitt, Nova York. Isso levou à demissão de 1.000 funcionários. Em 15 de março de 2004, a Carrier adquiriu a subsidiária de refrigeração da Linde. Em 2006, a Carrier adquiriu a Sensitech, Inc., fornecedora de tecnologias de logística e rastreamento com sede em Beverly, Massachusetts.

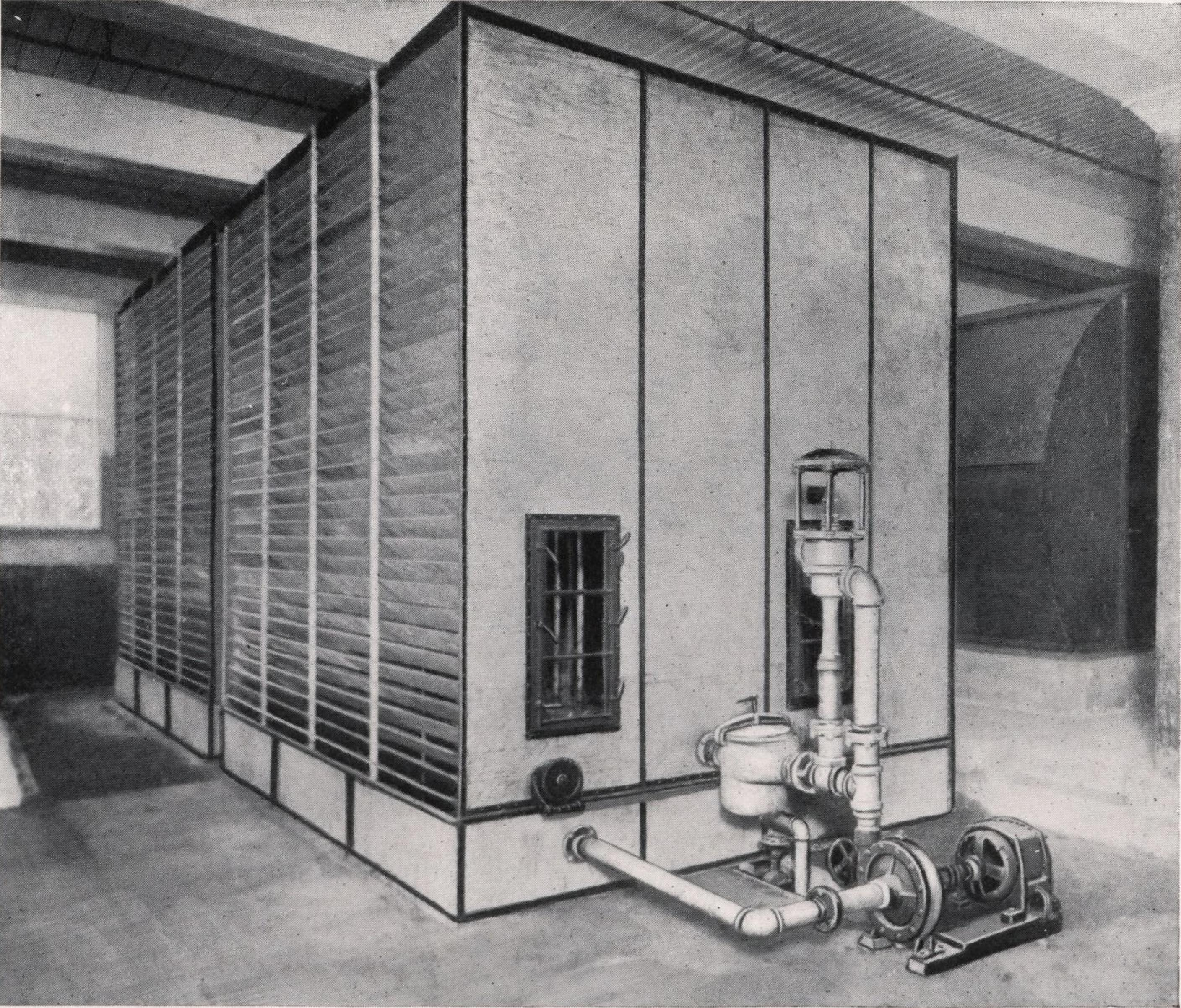
Um ar-condicionado industrial Carrier antigo

No início de 2008, a Carrier adquiriu a Environmental Market Solutions, Inc. (EMSI), uma empresa de consultoria ambiental e de construção verde com sede nos Estados Unidos. A empresa recebeu a certificação Leadership in Energy and Environmental Design (LEED) do US Green Building Council para suas fábricas em Charlotte, Carolina do Norte, e Huntington, IN (2009), Xangai (2010) e Monterrey (2011).
Em janeiro de 2016, a Carrier anunciou que demitiria um número não especificado de funcionários em sua divisão de pesquisa e desenvolvimento na cidade de DeWitt, Nova York.
Em fevereiro de 2016, a Carrier anunciou que fecharia sua fábrica em Indianápolis e transferiria a produção para Monterrey, no México. O presidente da HVAC Systems and Services na América do Norte, Chris Nelson, citou "pressões contínuas de custo e preço" e a "infraestrutura existente e uma forte base de fornecedores" da Carrier no México, dizendo que a mudança permitiria à empresa "operar de maneira mais econômica".
Durante o fim de semana do feriado de Ação de Graças de novembro de 2016, o presidente eleito Donald Trump twittou que estava em negociações com a Carrier Management para manter a fábrica em Indiana e não se mudar para o México.
Em 30 de novembro de 2016, a Carrier anunciou que havia negociado um acordo com o presidente eleito Trump e o vice-presidente eleito Mike Pence para continuar fabricando fornos a gás em Indianápolis, além de manter a equipe de engenharia e sede, preservando mais de 1.000 funcionários em Indianápolis. O acordo incluiu um pacote de incentivos estaduais de cerca de US$ 7 milhões em 10 anos. O número de empregos salvos foi posteriormente revisado para 800. Em maio de 2017, como parte de seu plano anunciado anteriormente, a Carrier disse ao estado de Indiana que cortaria 632 empregos em sua fábrica de Indianápolis.
O New York Times relatou em 10 de agosto de 2018 que a fábrica de fornos da Carrier em Indianápolis foi atormentada por baixo moral e absenteísmo porque "os funcionários compartilham uma sensação iminente de que o fechamento da fábrica é inevitável - que a Carrier apenas adiou o fechamento até um momento politicamente mais oportuno."
Em 26 de novembro de 2018, a United Technologies anunciou que iria desmembrar a UTC Climate, Controls & Security como uma empresa independente conhecida como Carrier Global Corporation. Em 2006, a Carrier adquiriu a Sensitech, Inc., fornecedora de tecnologias de logística e rastreamento com sede em Beverly, Massachusetts.

### Syracuse, campus de Nova York

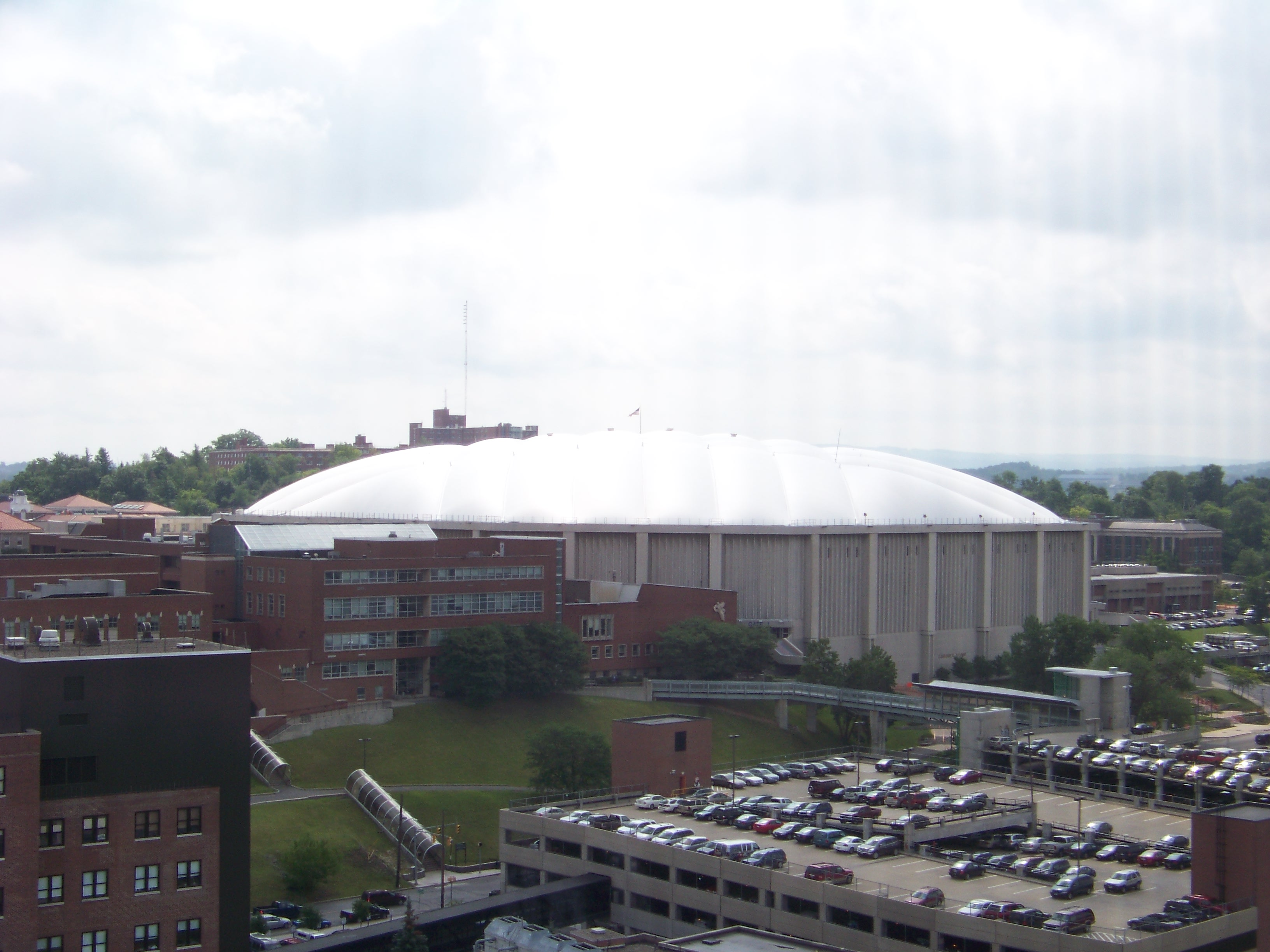
O Carrier Dome no campus da Universidade de Syracuse

Willis Carrier mudou suas instalações de Nova Jersey para Syracuse, Nova York, na década de 1930. Durante o final do século 20, quando foi adquirida pela UTC, era a maior fabricante do estado de Nova York. Devido ao aumento dos custos trabalhistas e sindicais na área central de Nova York, a Carrier reduziu substancialmente sua presença em Syracuse. Enquanto isso, os funcionários administrativos foram transferidos para mais perto da sede corporativa da UTC em Connecticut. Apesar da perda de empregos na fabricação, o suburbano Syracuse Campus, em DeWitt, Nova York, continuou sendo o principal centro de engenharia e design de produtos da Carrier, com mais de 1.000 funcionários e contratados no local. Este local também abriga a Central de Atendimento ao Cliente para produtos da marca Carrier.
Em 1980, a Carrier foi autorizada a nomear o Carrier Dome, a arena de futebol e basquete da Syracuse University, depois que Mel Holm, o então CEO da empresa do Conselho de Administração da universidade, deu à universidade US$ 2,75 milhões para a construção da instalação. Apesar de ter o nome de um fabricante de ar condicionado, o Carrier Dome foi climatizado apenas durante as reformas concluídas em 2022. Apesar de finalmente instalar o ar-condicionado, Syracuse anunciou o fim do acordo perpétuo de direitos de nomeação do local com a Carrier Corp. e que a JMA Wireless deteria os direitos de nomeação do estádio no futuro.

## Marcas

### HVAC
- AirQuest
- arcoaire
- Bryant
- carlyle
- Operadora
- CIAT (Compagnie Industrielle d'Applications Thermiques)
- Confortador
- ComfortPro
- Dia noite
- Heil
- Assinatura temporária ideal
- Keeprite
- Payne
- Riello
- SLD Pumps & Power (fundada como Scottish Land Development)
- Resfriadores pontuais
- Tempstar
- Toshiba-Carrier
- totaline
- Aluguel Watkins[28]
- GCHV[29] (Guangdong Carrier Heating, Ventilation & Air Conditioning Company Limited)

#### Automação predial e controles HVAC
- Automated Logic Corporation
- Informações sobre EcoEnergia
- NORESCO (anteriormente Empresa de Serviços de Energia do Nordeste)

### Refrigeração
- Operadora
- Carrier Transicold
- celsior
- verde e fresco
- Profroid
- Sensitech[30]

### Incêndio e segurança
- Aritech
- Autronica
- Det-Tronics (Detetores Eletrônicos)
- Edwards
- GST (Tecnologia de Segurança do Golfo)
- criança
- Kidde Sistemas de Incêndio
- LenelS2
- Marioff
- Onidade
- Texugo

#### Controles de Incêndio e Segurança
- Fenwal Controls
- Fireye
- UTEC (anteriormente United Technologies Electronic Controls)